# Costante di Avogadro
La costante di Avogadro, chiamata così in onore di Amedeo Avogadro e denotata dal simbolo {\displaystyle N_{A}} o {\displaystyle L}, è il numero di particelle costituenti (come atomi, molecole, ioni, elettroni o entità molecolari in generale) contenute in una mole di sostanza. Tale costante ha le dimensioni dell'inverso di una quantità di sostanza (cioè mol−1). Tale costante è pari a 6,02214076×1023 mol−1.
Il numero di Avogadro, che ha il medesimo valore numerico della costante di Avogadro, è invece una quantità adimensionale: 6,02214076×1023. Tuttavia, la denominazione "numero di Avogadro" era utilizzata prima del 1971 per indicare la stessa costante di Avogadro, e talvolta viene ancora utilizzata con quest'ultimo significato.

## Definizione
La costante di Avogadro è definita come il numero di particelle costituenti presenti in una mole di sostanza. Il valore della costante è definito come "esatto" (cioè, per definizione, non è arrotondato) secondo la ridefinizione delle unità di misura del 2019:
{\displaystyle N_{A}=6{,}022\ 140\ 76\times 10^{23}\ \mathrm {mol^{-1}} }.
Da questo valore si definisce il numero di moli {\displaystyle n} secondo la relazione:
{\displaystyle n={\frac {N}{N_{A}}}}
dove {\displaystyle N} indica il numero di entità presenti nel campione considerato. n quindi indica la quantità di sostanza dello stesso campione, espressa in moli. La costante di Avogadro rappresenta dunque la costante di proporzionalità vigente tra il numero di entità di un campione e la sua quantità di sostanza.
Precedentemente, la costante di Avogadro era definita come il numero di atomi presenti in 12 g di carbonio-12 e il valore attuale rappresenta un'approssimazione di tale quantità. Con la revisione delle unità di misura del Sistema Internazionale del 2019, la definizione di mole non dipende più da quella della massa.

## Storia
Nel 1811 Amedeo Avogadro formulò un'ipotesi, confermata solo dopo la sua morte, secondo la quale volumi uguali di gas a condizioni fissate di temperatura e pressione contengono lo stesso numero di molecole.
Il passaggio dalla denominazione numero di Avogadro a costante di Avogadro è avvenuto nel 1971 quando la quantità di sostanza (e la sua unità, la mole) furono definite dal SI come grandezza (e unità di misura) indipendente dalle altre sei fondamentali. Conseguentemente la costante di Avogadro è passata a definire direttamente e univocamente la mole, e può quindi esserle assegnata l'unità di misura "mol−1".

## Significato fisico della costante di Avogadro
La costante di Avogadro si applica a qualsiasi sostanza.
Corrisponde al numero di atomi o molecole necessario a formare una massa pari numericamente alla massa atomica o alla massa molecolare in grammi rispettivamente della sostanza.
Ad esempio, la massa atomica del ferro è 55,847, quindi un numero di atomi di ferro pari a una costante di Avogadro (ovvero, una mole di atomi di ferro) ha una massa di 55,847 g. Viceversa, 55,847 g di ferro contengono un numero di atomi di ferro pari a una costante di Avogadro. Quindi la costante di Avogadro corrisponde anche al fattore di conversione tra grammi (g) e unità di massa atomica (u):
{\displaystyle 1\ {\rm {g}}=N_{A}\ {\rm {u}}}
Poiché l'unità di massa atomica è definita facendo riferimento alla massa del carbonio-12 anche la definizione di costante di Avogadro si riferisce a questo isotopo. L'altra unità di misura che appare nella definizione, cioè il chilogrammo, è arbitraria ed è definita con una massa campione che si trova a Sèvres.
Di conseguenza, essendo un fattore di conversione tra due unità di misura non-omogenee, {\displaystyle N_{A}} è completamente arbitrario e non è considerato una costante fondamentale. Per la sua importanza e diffusione è comunque tabulato in ogni tabella di costanti fisiche.
La costante di Avogadro compare anche in altre relazioni fisiche, come fattore di scala tra costanti microscopiche e macroscopiche:
- la costante universale dei gas {\displaystyle R} e la costante di Boltzmann {\displaystyle k_{B}}: 
{\displaystyle R=k_{B}N_{A}}
- la costante di Faraday {\displaystyle F} e la carica elementare {\displaystyle e}:
{\displaystyle F=N_{A}e}

## Relazione tra la costante di Avogadro e la mole
La costante di Avogadro e la mole sono direttamente correlate tra di loro e infatti questa costante deriva dalla definizione stessa di mole. Infatti:
{\displaystyle n={m \over MM}}  dove MM è la massa molecolare espressa in u.m.a. e m è la massa in grammi.
Prendendo m e MM generici, chiamiamoli rispettivamente X e Y, e facendo comparire esplicitamente le rispettive unità di misura, si ha {\displaystyle n={X[g] \over Y[u.m.a.]}}.
Dalla definizione di unità di massa atomica sappiamo però che {\displaystyle 1\ u.m.a.\simeq 1,66\times 10^{-24}\ g}, quindi {\displaystyle n={X[g] \over Y1,66\times 10^{-24}\ [g]}}. Le unità di misura si semplificano facendo diventare questa relazione adimensionale {\displaystyle n={X \over Y1,66\times 10^{-24}\ }}, relazione che scriviamo come {\displaystyle n={X \over Y}\left({\frac {1}{1,66\times 10^{-24}\ }}\right)}  dove X e Y sono rispettivamente la massa e massa molecolare della specie chimica in considerazione, qualunque essa sia.
Il rapporto in parentesi vale: {\displaystyle \left({\frac {1}{1,66\times 10^{-24}\ }}\right)\simeq 6,02\times 10^{23},} di cui si sono preevidenziate le prime tre cifre significative. Come si vede, tale numero è appunto la costante di Avogadro.
Quindi è immediato constatare che se i valori numerici di X e Y sono uguali come enuncia la definizione di mole, allora il numero di molecole è uguale appunto alla costante di Avogadro, ovvero:
Se {\displaystyle X=Y}(considerando sempre X la massa della sostanza presa in considerazione e opportunamente pesate e Y la massa molecolare della specie chimica presa in considerazione)
Allora : {\displaystyle n=6,02\times 10^{23}} particelle (termine generico con cui possiamo indicare qualsiasi entità elementare di una specie chimica infinitamente piccola).

## Connessione tra costante di Avogadro e massa dei protoni e dei neutroni
Per ragioni storiche, il valore della costante di Avogadro è molto vicino al numero di atomi contenuti in 12 g di carbonio-12. Un atomo di carbonio-12 consiste di 6 protoni e 6 neutroni (che hanno approssimativamente la stessa massa) e da 6 elettroni (la cui massa è in prima approssimazione trascurabile al confronto essendo a riposo 1 836 volte inferiore a quella del protone). Si potrebbe quindi pensare che un {\displaystyle N_{A}} di protoni (o un {\displaystyle N_{A}} di neutroni) abbia massa 1 grammo. Se questo è approssimativamente corretto, la massa di un protone libero a riposo è di 1,00727 u, quindi una mole di protoni ha una massa di 1,00727 g. Similarmente, una mole di neutroni a riposo ha massa pari a 1,00866 g. Chiaramente, 6 moli di protoni combinate con 6 moli di neutroni dovrebbero avere massa superiore a 12 g. Ci si potrebbe chiedere quindi come è possibile che una mole di atomi di carbonio-12, che deve consistere di 6 moli di neutroni, 6 di protoni e 6 di elettroni, possa avere una massa di appena 12 g.
Cosa ne è della massa in eccesso?
La risposta è legata all'equivalenza massa-energia, derivata dalla teoria della relatività ristretta. Nella struttura del nucleo, i protoni e i neutroni sono tenuti assieme dalla forza nucleare forte. I legami corrispondono a stati di energia potenziale minore rispetto ai protoni e neutroni liberi e isolati. In altre parole durante la formazione del nucleo atomico è liberata una grande quantità di energia e, poiché la massa è equivalente all'energia, si ha una "perdita di massa" del nucleo rispetto alla semplice somma delle masse dei protoni e dei neutroni liberi. La differenza tra massa del nucleo e la somma delle masse dei suoi nucleoni, o numero di massa A, non è costante e dipende dalla forza dei legami. È massima per gli isotopi più stabili (in particolare l'elio-4, nonché Fe, Co e Ni) ed è minore per gli isotopi meno stabili, cioè con legami nucleari più deboli (come il deuterio e gli isotopi radioattivi degli elementi). Per il carbonio-12 la differenza è all'incirca dello 0,7% e rende conto, per definizione, della massa "mancante" in una mole dell'elemento (difetto di massa).
Si può quindi dire che {\displaystyle N_{A}} è il rapporto tra massa in grammi di una mole di elemento e la sua massa nucleare in u, tenendo però conto che è un'approssimazione, anche se molto precisa; perché la massa di un nucleo atomico non dipende solo dal numero di protoni e neutroni che lo compongono ma anche dalla sua struttura.

## Misurazione sperimentale della costante di Avogadro
Prima del 2019 il valore della costante di Avogadro era da misurare sperimentalmente. Numerosi metodi possono essere usati per misurare la costante di Avogadro, a seconda delle conoscenze che si danno per note all'atto della misurazione.
Un metodo moderno è quello di calcolarlo dalla densità di un cristallo, la sua massa atomica relativa e dalla lunghezza della singola cella determinata tramite cristallografia a raggi X. Valori molto accurati di queste quantità, dai quali deriva la attuale stima numerica di {\displaystyle N_{A}}, sono stati misurati per il silicio al National Institute of Standards and Technology (NIST).

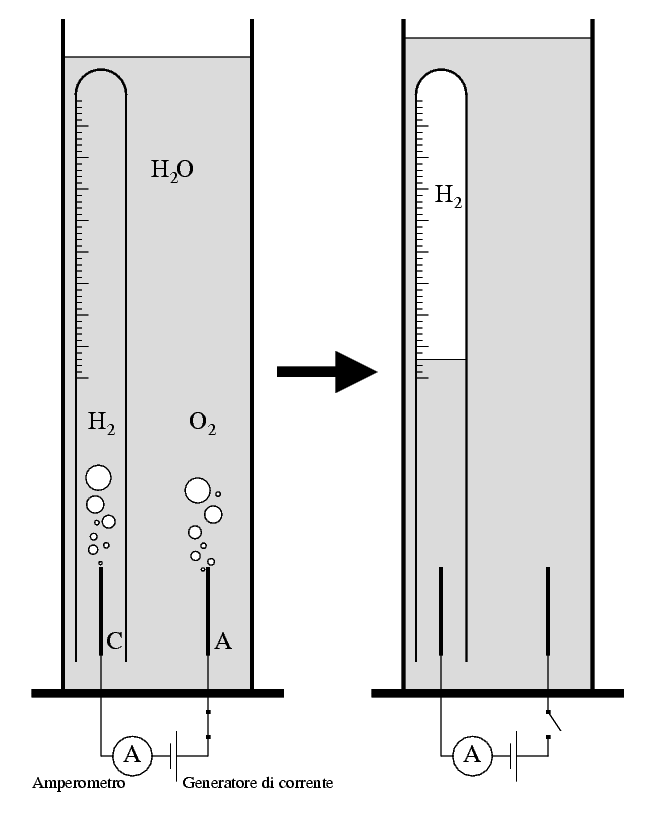
Diagramma dell'apparato sperimentale

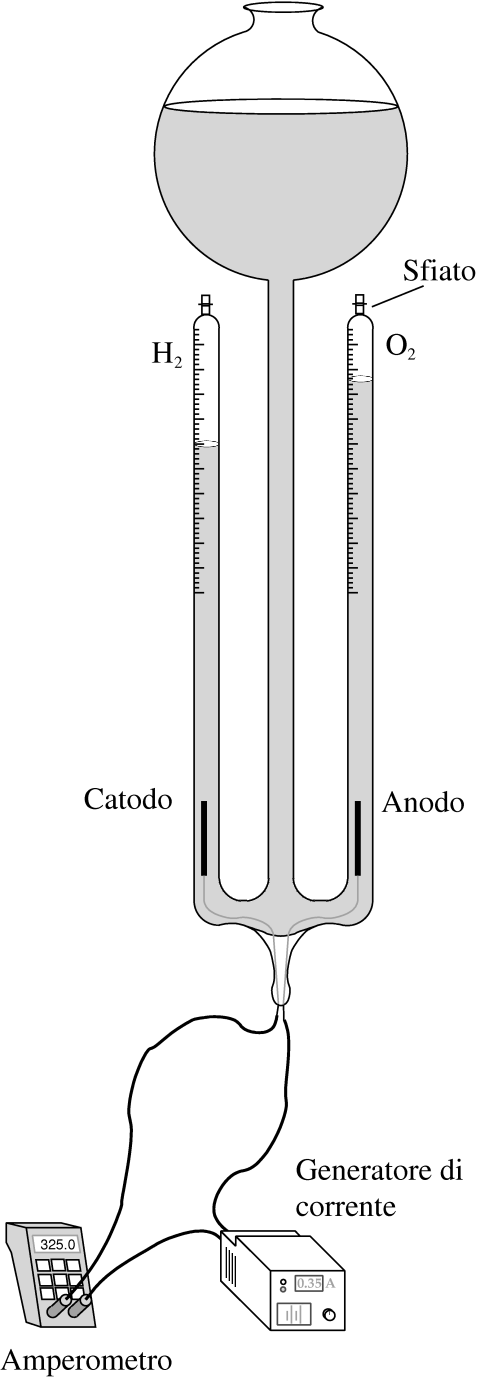
Disegno del voltametro di Hofmann per apparato sperimentale didattico

Tuttavia non è necessario ricorrere alla cristallografia: nota la carica dell'elettrone, la formula chimica dell'idrogeno gassoso molecolare e l'equazione di stato dei gas perfetti si può misurare {\displaystyle N_{a}} con un semplice esperimento di elettrolisi dell'acqua.
Nella figura a destra si può vedere una rappresentazione schematica dell'apparato sperimentale:
1. In un contenitore pieno d'acqua sono immersi due elettrodi, uno dei quali è coperto con un contenitore graduato rovesciato anch'esso pieno d'acqua.
2. I due elettrodi sono collegati a un amperometro e un generatore di corrente orientato in modo che l'elettrodo coperto diventi il catodo.
3. È fatta circolare della corrente attraverso il circuito, l'elettrolisi dell'acqua provoca la liberazione di idrogeno sul catodo e ossigeno sull'anodo.
4. L'ossigeno e l'idrogeno si combinano immediatamente in molecole di H2 e O2, ma mentre l'ossigeno può sfuggire dal contenitore, l'idrogeno gassoso, rimane intrappolato nel contenitore graduato.
5. Dopo un certo tempo, durante il quale la corrente deve rimanere costante, il circuito è aperto.

Si possono misurare due quantità:
1. Il volume di idrogeno prodotto
2. La carica totale transitata nel circuito {\displaystyle Q=I\cdot t} dove {\displaystyle I} è l'intensità di corrente e {\displaystyle t} il tempo trascorso.

da queste due quantità se ne possono ricavare direttamente altre due:
1. Le moli di idrogeno, tramite l'equazione di stato dei gas perfetti:
{\displaystyle n={\frac {pV}{RT}}}
2. Il numero di elettroni transitati nel circuito
{\displaystyle N_{e}={\frac {Q}{q_{e}}}}

in cui {\displaystyle q_{e}} è la carica dell'elettrone, nella stessa unità di misura di {\displaystyle Q}.
Per motivi pratici, si possono supporre la pressione e la temperatura interne del contenitore graduato pari alla pressione atmosferica e alla temperatura atmosferica.
Come ultima considerazione osserviamo che a due elettroni transitati nel circuito corrisponde l'elettrolisi di una molecola d'acqua, con la conseguente liberazione di due atomi di idrogeno e la formazione di una molecola di H2.
Tenendo a mente che il numero {\displaystyle N} di molecole di H2 è pari a {\displaystyle n} moli per {\displaystyle N_{A}} ricaviamo:
{\displaystyle N_{A}={\frac {N_{e}}{2n}}={\frac {Q/q_{e}}{2\ pV/RT}}},
e, infine:
{\displaystyle N_{A}={\frac {It\ RT}{2\ pV\ q_{e}}}}.

## Rappresentazioni della costante di Avogadro
Una delle più impressionanti immagini per capire la grandezza della costante di Avogadro è la seguente: si consideri una mole di una sostanza, e ci si metta a contare una particella (molecola/atomo) al secondo; ebbene, per completare il conteggio sarebbe necessario un tempo pari a un milione di volte l'età dell'universo (oggi stimata in 13,8 miliardi di anni).
Altre visualizzazioni efficaci sono le seguenti: se si prendesse un numero di palle da tennis pari a quello della costante di Avogadro (quindi una "mole" di palle da tennis) e le si disponesse in modo omogeneo su tutta la superficie terrestre, si raggiungerebbe un'altezza di 50 km, ovvero più di sei volte l'altezza del monte Everest. Ancora, se si disponessero tali palle in un'unica fila essa avrebbe una lunghezza pari a circa 3,9×1019 km, grosso modo 4 milioni di anni luce pari a 2,8 miliardi di volte la larghezza di tutto il sistema solare.
Il numero di tazzine d'acqua contenute nell'Oceano Atlantico è dell'ordine di grandezza della costante di Avogadro, così come il numero di molecole d'acqua in una tazzina.
Se la stessa quantità di centesimi di euro fosse distribuita uniformemente tra la popolazione mondiale, ogni abitante della Terra avrebbe mille miliardi di euro.

## Coincidenze matematiche
- NA ≈ 279, corretto allo 0,37% circa. È una delle più note coincidenze matematiche.